# Piz Terri
Il Piz Terri (3.149 m s.l.m.) è una montagna delle Alpi Lepontine (sottosezione Alpi dell'Adula).

## Descrizione
Si trova sul confine tra il Canton Ticino ed il Canton Grigioni in Svizzera, a nord del gruppo dell'Adula.